# وردة يورك البيضاء

وردة يوركشاير والتي هي أيضاً رمز النبالة لأسرة يورك

وردة يورك البيضاء (بالإنجليزية: White Rose of York)‏هي رمز وشعار النبالة لأسرة يورك والتي هي شعار اليوركشاير بشكل عام.